# NGC 386
NGC 386 (również PGC 3989) – galaktyka eliptyczna (E3), znajdująca się w gwiazdozbiorze Ryb. Odkrył ją 4 listopada 1850 roku Bindon Stoney – asystent Williama Parsonsa. Należy do grupy galaktyk skatalogowanej jako Arp 331 w Atlasie Osobliwych Galaktyk Haltona Arpa.